# Youngster Coast Challenge
La Youngster Coast Challenge, precedentemente conosciuta come Handzame Challenge, è una corsa in linea maschile di ciclismo su strada che si disputa con cadenza annuale nelle Fiandre Occidentali, in Belgio. Si svolge dal 2015 e dal 2017 fa parte del circuito UCI Europe Tour come prova di classe 1.2U.

## Albo d'oro
Aggiornato all'edizione 2025.
| Anno                      | Vincitore                                 | Secondo                                   | Terzo                                     |
| Handzame Challenge        | Handzame Challenge                        | Handzame Challenge                        | Handzame Challenge                        |
| ------------------------- | ----------------------------------------- | ----------------------------------------- | ----------------------------------------- |
| 2015                      | Julien Kaise                              | Stef Van Zummeren                         | Benjamin Declercq                         |
| 2016                      | Bram Welten                               | Christophe Noppe                          | Jochen Deweer                             |
| 2017                      | Franklin Six                              | Reto Müller                               | Charlie Arimont                           |
| 2018                      | Sasha Weemaes                             | Matthew Walls                             | Thimo Willems                             |
| Youngster Coast Challenge |                                           |                                           |                                           |
| 2019                      | Niklas Märkl                              | Jarne Van De Paar                         | Alexander Salby                           |
| 2020-2021                 | Non disputato per la pandemia di COVID-19 | Non disputato per la pandemia di COVID-19 | Non disputato per la pandemia di COVID-19 |
| 2022                      | Jensen Plowright                          | Paul Penhoët                              | Davide Persico                            |
| 2023                      | Warre Vangheluwe                          | Alec Segaert                              | Gianluca Pollefliet                       |
| 2024                      | Niklas Behrens                            | Ramses Debruyne                           | Tim Torn Teutenberg                       |
| 2025                      | Sente Sentjens                            | Emmanuel Houcou                           | Liam Van Bylen                            |